# CZ 455
CZ 455 är ett magasinmatat repetergevär tillverkat av CZ i Tjeckien. Föregångaren till CZ 455 är CZ 452, och geväret finns i kalibrarna .22lr, .22WMR samt .17HMR. CZ har tillverkat geväret med ny teknik som har medgett snävare toleranser, och tillverkat piporna genom kallhamring. Geväret kan även byta pipa mellan dom tre olika kalibrarna genom att enbart lossa två skruvar.

## Design
Istället för att pipan är skruvad i själva lådan som på CZ 452, så är pipan fasthållen av två stycken skruvar som är lätta att montera bort. Alla modellerna har 11mm spår på lådan för kikarsiktesmontage

## Historia
CZ 455  lanserades 2010 och ersatte då CZ 452 som då började tas ur produktion.  CZ 452 tillverkades från 1952, som Model 2(ZKM 452) och var då en modern version av CZ Model 1(ZKM-451) som började tillverkas 1947. ZKM är förkortning för Zbrojovka-Koucký-Malorážka efter tillverkaren, designern och tjeckiska för kantantänd patron.

## Versioner
CZ 455 finns i olika versioner, med syntetisk stock och trästock. Piporna finns i olika versioner, med öppna riktmedel och en varmintpipa utan öppna riktmedel.